# Faro di Crow Point
Il faro di Crow Point, noto anche come faro di Braunton Sands è un fanale che funge da riferimento per le imbarcazioni che navigano nell'estuario comune ai fiumi Taw e Torridge sulla costa settentrionale del Devon. È gestito da Trinity House, l'autorità generale britannica per i fari.

## Storia
Nel 1820 furono installati due fari, noti come "Braunton Sands Low" e "Braunton Sands High", entrambi decommissionati nel 1954 con l'entrata in servizio dell'attuale fanale di Crow Point:
- Braunton Sands High: era un vero e proprio faro, costituito da una torre ottagonale in legno dipinta di bianco con una striscia rossa, alta 86 piedi la cui luce era visibile a 14 miglia. La torre si ergeva al centro del tetto della casa a due piani dei custodi, alla quale era ulteriormente assicurato mediante tiranti in legno. Costruito da Joseph Nelson e  modificato nel 1889 il faro fu presidiato fino al 1945, dopodiché, divenuto superfluo, venne decommissionato nel 1954. La struttura era ormai diventata instabile e nel 1957 fu demolita.
- Braunton Sands Low: situato a circa 300 metri dal faro di Braunton Sands High, si trattava di un fanale posto su una piccola torre a traliccio bianca in legno; costruito nel 1802 il faro venne modificato nel 1902. Spento il fanale nel 1954, la torre venne dapprima ceduta da Trinity House alla organizzazione per la tutela dell'ambiente "The Nature Conservancy", poi nel 1972 la torre fu spostata a Bull Point per rimpiazzare provvisoriamente il faro danneggiato da una frana[4].

A fianco della luce bassa (Braunton Sands Low) si trovava un segnale costituito da palo verticale con appesa una palla, ed un indicatore di marea costituito da una tavola di legno orizzontale fissata a due paletti. La tavola si trovava ad una altezza corrispondente alla media tra alta e bassa marea ed era sorvegliata dal guardiano del faro alto (Braunton Sands High). Quando il livello dell'acqua, salendo o scendendo, incontrava quello della tavola, il guardiano raggiungeva a piedi attraverso le dune il segnale ed alzava la palla per indicare l'alta marea in arrivo oppure la abbassava per indicare la bassa marea o "reflusso". Il controllo veniva eseguito anche di notte, con l'aiuto delle torce e la palla, invisibile al buio, era sostituita da una luce verde o rossa.

## Il fanale attuale
Installato nel 1957, si tratta di un piccolo traliccio in tubolari di acciaio di colore bianco la cui luce si trova a 7,6 metri sopra il livello dell'alta marea. Originariamente dotato di lampada ad acetilene, nel 1987 venne elettrificato e dotato di pannelli solari per l'alimentazione della lampada da 6,6 watt. L'ottica è fissa con una lunghezza focale di 300 mm ed il segnale è costituito da un lampo singolo in un periodo di 5 secondi, di colore rosso o bianco a seconda della direzione.

### Sui fari di Braunton Sands
- (EN) Braunton Burrows, su Exmoor Encyclopedia. URL consultato il 24 giugno 2010 (archiviato dall'url originale il 9 ottobre 2010).